# 망루

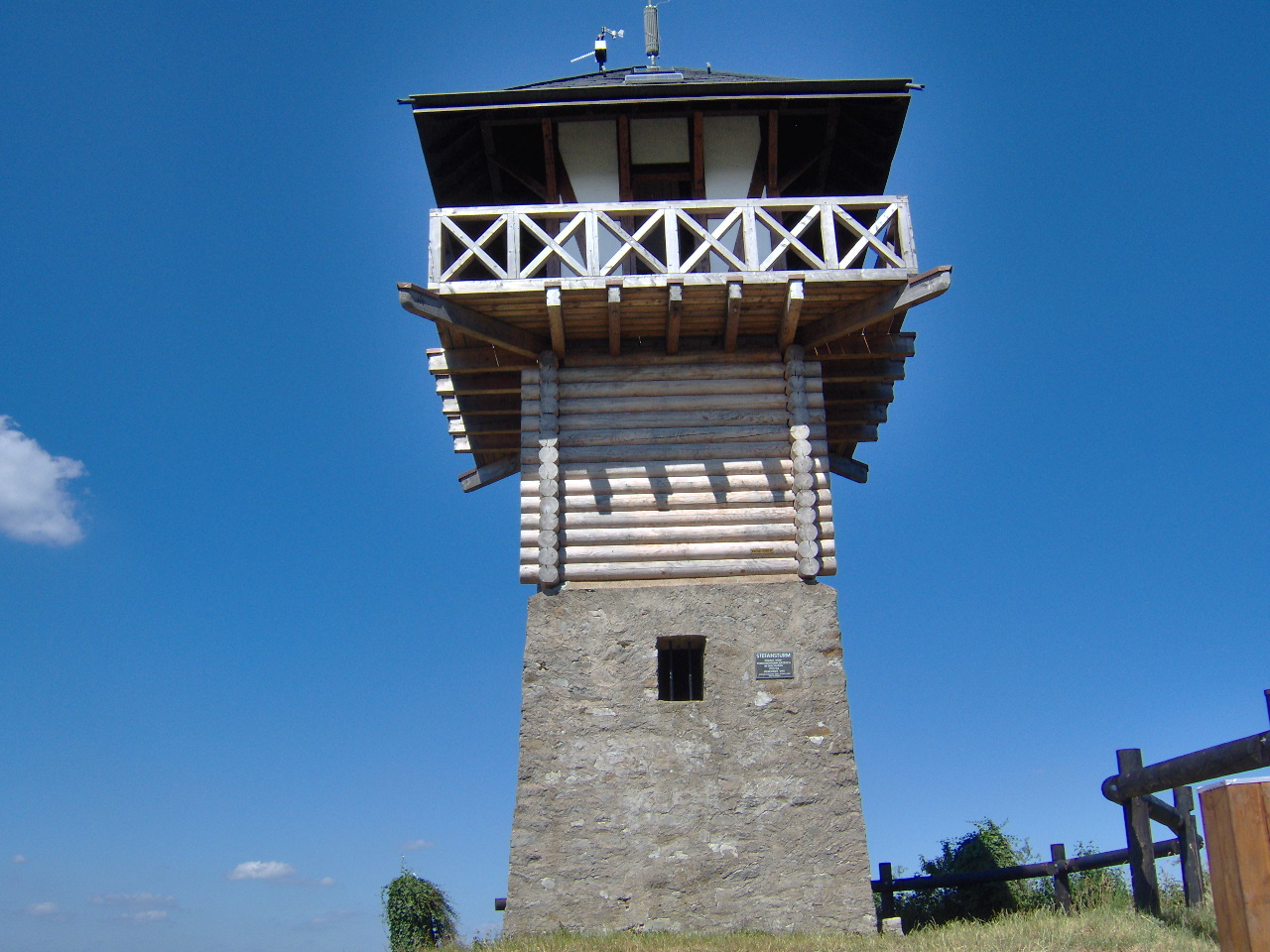
감시탑

망루(望樓, watchtower)는 방어용 혹은 감시용으로 지어진 가설 또는 상설 건물이다.
세계의 많은 지역에서 사용되는 일종의 요새이다. 주요 용도가 군사적이라는 점에서 일반 타워와 다르고 일반적으로 독립 구조라는 점에서 포탑과 다르다. 주요 목적은 파수꾼이나 경비원이 주변 지역을 관찰할 수 있는 높고 안전한 장소를 제공하는 것이다. 경우에 따라 종교 탑과 같은 비군사 탑도 망루로 사용될 수 있다.

## 같이 보기
- 관측탑